# Mauthner Mihály
Mauthner Mihály (Pest, 1851. február 3. – Budapest, Terézváros, 1914. december 17.) magyar vállalkozó, az Újpesti Bőrgyár alapítója.

## Élete
Pozsonyi eredetű zsidó bőrnagykereskedő családban született. A Pest-városi Nyilvános Főreáliskolában végezte el tanulmányait. Ezt követően alig 14 évesen édesapja, Mauthner Nándor (Náthán) pesti bőrkereskedését igazgatta fivérével, Mauthner Lipóttal közösen. Amikor Mauthner Lipót gyermektelenül elhunyt, Mauthner Mihály bőrgyártásra tért át. 1876-ban alapította meg vállalatát a Nagymező u. 10. szám alatt. 1887-ben vette meg Jordán Károly Bőrgyárát, ez volt a későbbi Újpesti Bőrgyár elődje (Váci út 26.). Az üzem Mauthner Testvérek és Társai Rt. néven került bejegyzésre. A 13 622 négyszögöl nagyságú területen működő üzemhez az úgynevezett Dunasoron két ház is tartozott, de a bőrgyár központi irodái nem itt, hanem a VI. kerületi Hajós u. 1. épületben működtek.
A gyár működéséért, termékeiért az 1896-os millenniumi ünnepségeken ezüstérmet és lovagkeresztet kapott. Fejlettségét mutatja, hogy 1910-ben a kimutatások szerint hetente már 2200 db marhabőr feldolgozására volt képes. Ugyancsak 1910-ben fogadta Mauthner Mihály maga mellé két fiát, Mauthner Zoltánt és Mauthner Imrét. A gyáralapító 4 évvel később, 1914-ben hunyt el. A Salgótarjáni utcai zsidó temetőben helyezték nyugalomra (Tóth Vilmos kutató számozása szerint: déli út, 1. szakasz, I. parcella). (Sírjában nyugszik fia, Mauthner Zoltán [1880–1936] is.)
A gyárat Mauthner Mihály halála után fiai vezették Wiegner Antallal közösen. A gyár az 1990-es évekig működött. Bezárása után nem bontották el, régi épületeit kisebb vállalkozások használják.

## Közéleti tisztségei
Érdekesség, hogy a gyáralapító 1895-ben egy második alapítást is tett, ezúttal a politikai élet területén. Ő volt a Szabadelvű Párt újpesti szervezetének az atyja. 1898-ban az Osztrák-Magyar Bank budapesti igazgatóságának tagjává választották, 1899-től a Magyar Bőriparosok Országos Egyesületének alelnöke, 1901-től az áruforgalmi statisztikai hivatal tagja. 1902-ben kereskedelmi tanácsossá nevezték ki.

## Személyisége, magánélete
A gyárost magánéletében zárkózott, szerény és visszahúzódó személyként ismerték. Ugyancsak köztudott volt róla, hogy szigorú, de igazságos vezető, aki együttérzett dolgozóival. Kortársai szerint „szava még az írásos szerződésnél is többet ért. És az a szó, amely ajkát elhagyta, nyílt, őszinte és férfias volt.”
Nem állt tőle távol a jótékonykodás sem: nagyobb összegekkel támogatta az Újpesti zsidó kórház építését, az Újpesti Izraelita Nőegyletet, az Országos Izraelita Közalapot, az Újpesti leányárvaház megnyitását, a Szegénysorsú Tüdőbetegek Szanatórium Egyesületének és a Siketnémák Országos Intézetének működését.

### Családja

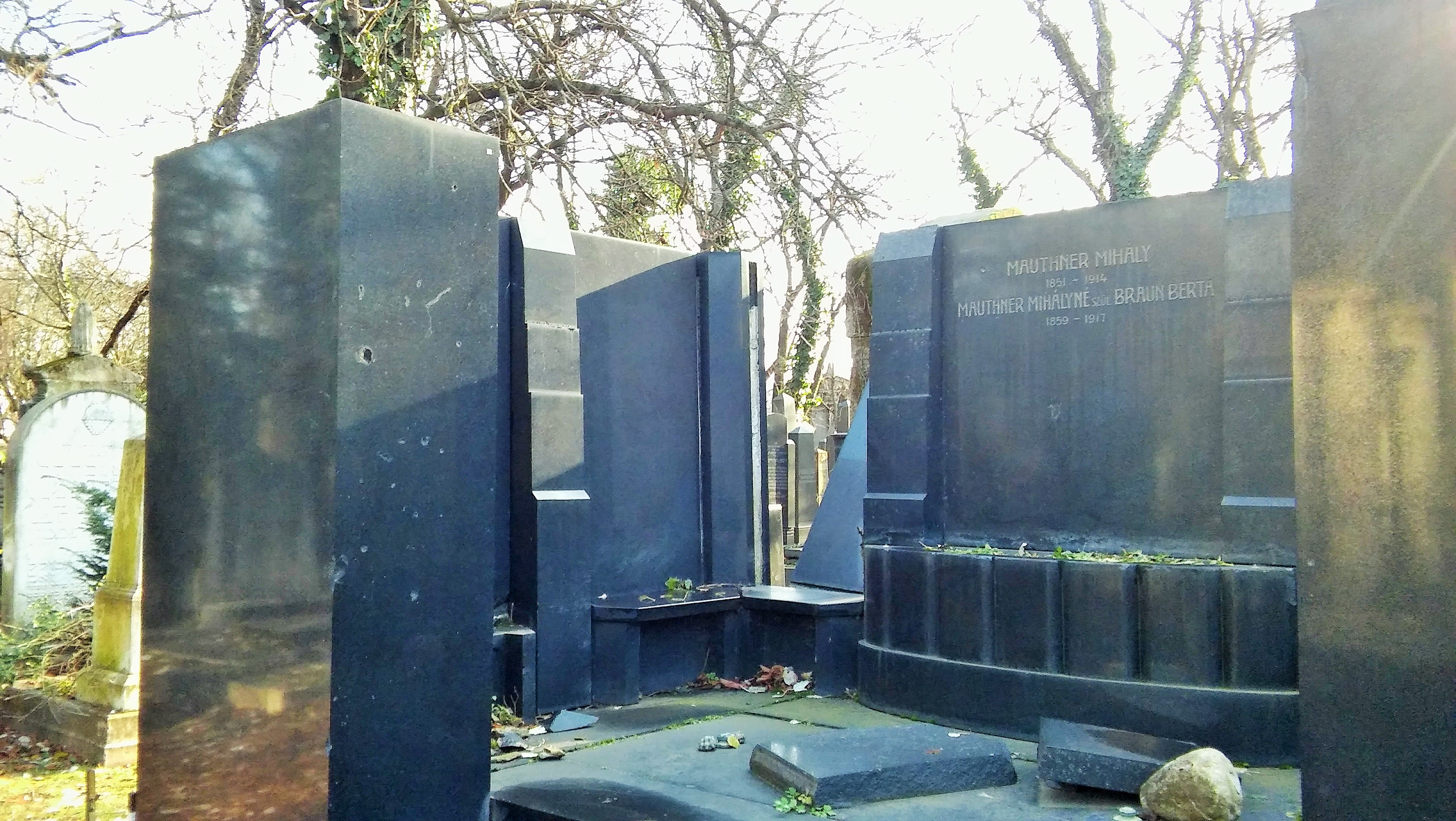
Mauthner Mihály nyughelye a Salgótarjáni utcai zsidó temetőben

Első felesége Heidelberg Emília (1856–1883) volt, Heidelberg Lipót nagykereskedő lánya, aki huszonhét éves korában gümőkór következtében elhunyt. Második házastársa Braun Berta (1859–1917) volt, Braun Ignác dunaföldvári földbirtokos lánya, akit 1888. április 29-én Budapesten vett nőül.
Gyermekei:
- Mauthner Nándor (1879–1944) kémikus, egyetemi tanár. Felesége Bernauer Anna, Bernauer Izidor lánya.
- Mauthner Zoltán (1880–1936) magánhivatalnok. Felesége Léderer Erzsébet.
- Mauthner Imre (1889–1917) bőrgyáros. Öngyilkos lett.
- Mauthner Ilona (1891–?). Férje Schwarz Alfréd Ábrahám bankigazgató.
- Mauthner Margit (1896–1951). Férje Tükrössy (Pick) Richárd (1888–1956) nagykereskedő.